# Брессана-Боттароне
Брессана-Боттароне (итал. Bressana Bottarone) — коммуна в Италии, находится в регионе Ломбардия, подчиняется административному центру Павия.
Население составляет 3142 человека, плотность населения составляет 242 чел./км². Занимает площадь 13 км². Почтовый индекс — 27042. Телефонный код — 0383.
Покровителем коммуны почитается святой Иоанн Предтеча, празднование 29 августа.